# NGC 2584
NGC 2584 (również PGC 23523) – galaktyka spiralna (Sbc), znajdująca się w gwiazdozbiorze Hydry. Odkrył ją w roku 1886 Frank Muller.